# Le belve della città
Le belve della città (Bullets or Ballots) è un film del 1936 diretto da William Keighley. È un film di gangster statunitense con protagonisti Edward G. Robinson, Joan Blondell, Barton MacLane e Humphrey Bogart. Robinson interpreta un detective della polizia (ispirato a Johnny Broderick) che si infiltra in una banda criminale; anche il personaggio di Al Kruger, interpretato da MacLane, si basa sulla figura reale del gangster Dutch Schultz.
Distribuito negli Stati Uniti dalla Warner Bros. il 6 giugno 1936, fu il primo di una lunga serie di film in cui Robinson e Bogart recitarono insieme. Il 17 aprile 1939 ne fu trasmesso un adattamento in radiodramma per la serie Lux Radio Theater, sempre con Robinson e Bogart ma con Mary Astor al posto di Joan Blondell.

## Trama
Quando il crociato anti-crimine di New York Ward Bryant viene ucciso, i sospetti cadono immediatamente sul boss del racket Al Kruger. L'omicidio istiga un'indagine del grand jury su organizzazioni criminali come quella di Kruger. L'indagine viene guidata dal capitano Dan McLaren, ufficiale superiore e amico dell'ex detective della polizia Johnny Blake ora di ronda nel Bronx. Un tempo, Kruger aveva chiesto a Johnny di entrare nella sua organizzazione, ma egli aveva scelto di rimanere onesto. Johnny si aspetta di unirsi alle indagini di McLaren, ma il capitano lo licenzia senza alcuna ragione apparente. La sua vecchia amica Lee Morgan gli offre una posizione nella lotteria che gestisce, ma lui rifiuta con gratitudine, preferendo accettare la vecchia offerta di Kruger. Sotto gli ordini dei suoi partner segreti, Kruger vuole che Johnny elimini i punti deboli nell'organizzazione.
Il licenziamento di Johnny è però una messinscena, in quanto il detective sta lavorando sotto copertura per la polizia in modo da scoprire chi sta dietro al racket gestito da Kruger. "Bugs" Fenner, un uomo di Kruger che ha ucciso Bryant agendo di propria iniziativa, non si fida di Johnny, e i suoi sospetti vengono amplificati dalle continue vittorie della polizia nella lotta al racket. Quando anche gli altri criminali accusano Johnny di essere un informatore, egli suggerisce di iniziare un nuovo racket basato sulla lotteria di Lee, ottenendo un grande successo. Insospettita da Fenner, Lee ritiene che Johnny l'abbia tradita. Dopo che Fenner ha ucciso Kruger, Johnny prende il comando e incontra i boss, ma Fenner viene a sapere che sta lavorando per la polizia. Con l'inganno, il gangster si fa rivelare da Lee il nascondiglio di Johnny, e benché lei cerchi di avvertire l'amico, Fenner e Johnny si sparano a vicenda. Fenner muore e Johnny è gravemente ferito, ma riesce a incastrare i boss prima di morire a sua volta.

## Distribuzione

### Data di uscita
Le date di uscita internazionali sono state:
- 6 giugno 1936 negli Stati Uniti
- 6 dicembre in Finlandia (Suuri razzia)
- 7 gennaio 1937 in Danimarca (Den store razzia)
- 8 febbraio in Svezia (Samhällets rovriddare)
- 28 febbraio in Italia
- 8 aprile in Portogallo (Guerra ao Crime)

### Edizioni home video
Il film fu distribuito in DVD-Video in America del Nord dalla Warner Home Video il 18 luglio 2006. Il DVD include come extra un commento audio di Dana Polan, la rassegna Warner Night at the Movies con trailer de La carica dei seicento, cinegiornale di quell'anno e i corti George Hall and His Orchestra e Sono un pezzo grosso ora, la featurette Gangsters: The Immigrant's Hero, i corti How I Play Golf by Bobby Jones No. 10: Trouble Shots e Breakdowns of 1936, il radiodramma del 1939 e il trailer originale.
L'8 marzo 2019 il film è stato distribuito in DVD in Italia dalla A&R Productions in inglese sottotitolato. Come extra sono presenti il trailer e due gallerie con foto e locandine.

## Accoglienza

### Critica
Il film fu accolto in modo principalmente positivo dalla critica. Frank Nugent, scrivendo per The New York Times, definì lo script "frizzante, coeso e rapido", sottolineandone il realismo e apprezzando il modo in cui Keighley si concentra maggiormente sul "gioco di guardie e ladri" piuttosto che sulla sottotrama romantica; elogiò inoltre tutto il cast, definendo l'interpretazione di Robinson "la sua migliore dopo Piccolo Cesare". Anche Variety espresse apprezzamenti sul cast, definì il film "veloce e ben funzionante" e affermò che Keighley "mantiene il film emozionante e realistico in ogni momento". Leonard Maltin assegna al film tre stelle su quattro e lo definisce un "buono e duro film di gangster".
Secondo il Morandini il film è un "buon poliziesco, duro e ben sceneggiato... con interessanti riferimenti ai rapporti tra stampa e democrazia". Morandini segnala inoltre l'interpretazione di Bogart nel ruolo di malavitoso.